# صناديق الاستثمار في السعودية
صناديق الاستثمار في السعودية هي أوعية استثمارية متاحة في سوق التداول السعودية (تداول)، تعمل على جمع رؤوس أموال مجموعة من المستثمرين، وتتم إدارتها بحسب أهداف واستراتيجية محددة من قبل المدير للصندوق. تتحقق الأرباح في الصناديق الاستثمارية من الأرباح الرأسمالية، الناتجة عن تحسن أو تغير أسعار الأوراق المالية الخاضعة للاستثمار، إلى جانب أرباح التوزيعات إن وجدت للأوراق المالية. وتساعد الصناديق الاستثمارية في خفض المخاطر الإجمالية وتجنب القيود للمستثمر الفرد، وتحقق مزيد من التنويع وتتسم بانخفاض تكاليف بيع وشراء الأسهم. تنقسم صناديق الاستثمار المرخصة في السعودية إلى صندوق استثماري خاص، جرى تأسيسه في السعودية ولا يكون صندوقًا عامًا، وتطرح وحداته على المستثمرين في السعودية بحسب أحكام الباب الخامس من لائحة صناديق الاستثمار. والصندوق العام الذي تأسس في السعودية، وتم طرح وحداته الاستثمارية على مستثمرين في السعودية من خلال مدير الصندوق، وذلك بحسب الباب الرابع من أحكام لائحة صناديق الاستثمار، بأي طريقة غير الطرح الخاص. وصل عدد الصناديق الاستثمارية في السوق السعودية في عام 2019 إلى 247 صندوقًا استثماريًا، ما بين صناديق سعودية وخليجية، أوروبية وآسيوية، يشترك فيها نحو 699,785 مشتركًا حتى النصف الأول من عام 2019. وتعد الصناديق الاستثمارية في السعودية ثالث أكبر مالك للصكوك والسندات الحكومية بقيمة 22.3 مليار ريال يملكها 21 صندوقًا استثماريًا.

## صناديق الاستثمار في 2019
بلغت قيم أصول الصناديق العامة والخاصة 632 مليار ريال خلال النصف الأول من عام 2019، مسجلة ارتفاع عن نفس الفترة من العام السابق بنسبة 17.4%. كما حققت قيم أصول صناديق الاستثمار العامة في النصف الأول من عام 2019 ارتفاع بواقع 245 مليار ريال، عوضا عن 239.14 مليارًا كانت قد حققتها في الفترة نفسها من عام 2018.                                      أما عن قيم صناديق الاستثمار الخاصة فهي تمثل 61.2% من إجمالي قيم أصول الصناديق، فقد زادت بنسبة 29.3%، ووصلت إلى 387 مليار ريال سعودي. كما أشارت دراسة أعدتها هيئة السوق المالية السعودية وجامعة الملك عبدالعزيز، أن أداء صناديق الاستثمار في الأسهم السعودية تفوق على أداء مؤشر السوق الرئيسية (تاسي)، وأنتجت صناديق الأسهم المحلية عائدًا ماديًا أعلى عن مؤشر السوق الرئيسية خلال فترة التذبذب والانخفاض (يناير 2010 - يونيو 2014).

## التأثير في الاقتصاد السعودي
تعمل الصناديق الاستثمارية على جمع المدخرات للأفراد، الأمر الذي يسهل الاستثمار بأقل التكاليف، وإتاحة التنوع والإدارة الاحترافية. ويحقق استثمار الصناديق في الأسهم وأدوات الدين والقطاع العقاري، إلى تمويل المشاريع والشركات الخاصة، ورفع رؤوس الأموال عامةً. وهي تزيد من نسبة المؤسسية في قطاع الاستثمار، كونها تجمع استثمارات الأفراد والمؤسسات تحت إدارة مؤسسية، مما يساعد في انتهاز الفرص، وتشغيل المدخرات بفاعلية.

## أنواع الصناديق الاستثمارية في السعودية
الصناديق العقارية
هي صناديق تعمل على تنمية رأس المال على المدى الطويل، تعتبر مخاطر الصناديق العقارية أعلى لكونها تستثمر في أسهر الشركات التي تعمل في قطاعا العقار والاستثمارات العقارية.

### الصناديق القابضة
يكون الاستثمار في الصناديق القابضة على هيئة مجموعة من الصناديق، تشكل حزمة واحدة بأهداف متباينة. تتسم الصناديق القابضة بالتنوع وتتوافق مع مختلف متطلبات مجموعة المستثمرين. كما لا يمتلك المستثمر في الصناديق القابضة وحدات في الصناديق الأساسية التي تشكل كل صندوق قابض، إنما بإمكانه تملك وحدات في الصندوق القابض الذي يختاره.

### الصناديق المتوازنة
تنمي الصناديق المتوازنة رأس المال عبر مجموعة من الأدوات الاستثمارية، بحيث تحقق دخل منتظم للمستثمر وتعد نسبة مخاطرها متوسطة.

### صناديق الأسهم
تعمل صناديق الأسهم على تنمية رأس المال بالمدى الطويل عبر الاستثمار في مجموعات أسهم متنوعة، تغطي بعض صناديق الأسهم بعض الدول سواء في نطاق محلي أو عالمي، ويركز بعضها على قطاعات الاتصالات والتكنولوجيا والعقارات. وتعتبر مخاطر الاستثمار فيها عالية.

### صناديق السندات
تحقق صناديق السندات للمستثمر دخلًا منتظمًا، ونموًا متوقعا في رأس المال من خلال استثمارها في السندات الحكومية والسندات الصادرة من مؤسسات دولية أو متعددة الجنسيات. وتعد مخاطرها متوسطة لاستخدامها أدوات إقراض ذات دخل ثابت.

### صناديق النقد
تعمل صناديق النقد على المحافظة على رأس المال، في ظل تحقيق عوائد منافسة على المدى القصير. وهي تستثمر في الأدوات الاستثمارية قصيرة الأجل، ولايزيد استحقاقها عن سنة، كما أن مخاطرها الائتمانية منخفضة وتتسم بالسيولة العالية.

### صناديق المتاجرة بالسلع
تحافظ صناديق المتاجرة بالسلع على رأس المال، ويتم تحقيق عوائدها على مدى قصير، كما تعد مخاطرها منخفضة لكونها تستثمر في صفقات تمويل المرابحة قصيرة الأجل. تكون آلية الاستثمار عبر قيام مدير الصندوق بشراء السلع والبضائع مقابل الدفع الفوري، ثم تباع بالأجل إلى الشركات الكبيرة التي تملك سمعة مالية جيدة، ويتحقق هامش الربح عبر الفرق بين السعرين.

### صناديق الاستثمار المضمونة
هي صناديق تستثمر في أصول الأسهم أو السندات، أو مؤشرات الأسواق والسلع، وهي تحمي المستثمرين من الخسائر المحتملة لتلك الأصول، وتحافظ على رأس المال، كما تعد نسب المخاطرة فيها متوسطة.

### صناديق الاستثمار المتوافقة مع أحكام الشريعة
تنمي هذه الصناديق رؤوس الأموال على المدى القصير والمتوسط والطويل، وتتراوح مخاطرها مابين متوسطة ومنخفضة وعالية، وتحدد أدوات ومنتجات وقنوات الاستثمار فيها من خلال هيئات شرعية لتتوافق مع الضوابط الشرعية.